# Valdoule
Valdoule község Franciaországban, Provence-Alpes-Côte d’Azur régió Hautes-Alpes megyéjében. Új községként 2017. január 1-jén Bruis, Montmorin és Sainte-Marie egyesítésével jött létre. E három korábbi település delegált község státusszal az új község része lett. Lakosainak száma 209 fő (2022. január 1.).

## Híres emberek
- Itt született Bruysi Péter, (francia nyelven Pierre de Bruys) középkori francia vándorprédikátor (1095–1131)

## Népesség
| Lakosok száma | 206  | 77   | 212  | 216  | 221  | 220  | 218  | 213  | 209  |
|               | 2014 | 2015 | 2016 | 2017 | 2018 | 2019 | 2020 | 2021 | 2022 |